# Злобин, Василий Лукьянович
Василий Лукьянович Злобин (1767 — не ранее 1820) — русский кавалерист, майор, участник наполеоновских войн и русско-турецкой войны 1806—1812 года.

## Биография
Родился в 1767 году и происходил из дворян Смоленской губернии. Службу начал в 1790 году рейтаром в Конной гвардии.
В следующем году был произведен в унтер-офицеры, в 1797 году пожалован кавалергардом в Кавалергардские эскадроны, откуда в том же году обратно переведен в лейб-гвардии Конный полк.
Произведен в корнеты (1803 год), а затем в поручики Александрийского гусарского полка (1804 год). Злобин принял участие в русско-турецкой войне: в сражениях при Журже, Росевате, при блокаде Силистрии и в сражении при деревне Татарице (1807 год).
Будучи произведен в 1811 году в штаб-ротмистры, Злобин в том же году участвовал в битве при Рущуке и при блокаде турецкого лагеря на левом берегу Дуная при с. Малке (за что награждён был орденом Святой Анны 4-й степени), а в 1812 году — в сражениях при Павловичах, Задворках, Борисове, Плешанице, Илии, Вильне и Кальварии.
В 1813—1814 годах он находился в Варшавском герцогстве и наконец в 1815 году участвовал в походе во Францию, после чего, в 1820 году, вышел в отставку.